# Trentepohlia (Paramongoma) subleucoxena
Trentepohlia (Paramongoma) subleucoxena is een tweevleugelige uit de familie steltmuggen (Limoniidae). De soort komt voor in het Neotropisch gebied.